# Росарио (департамент)
Росарио е департамент в Аржентина, разположен в провинция Санта Фе с обща площ 1890 км2 и население 1 231 108 души (2008). Главен град е Росарио.

## Административно деление
Департаментът е съставен от 24 общини.